# Acheloj
Acheloj of Aheloy (Bulgaars: Ахелой) is een stad in Bulgarije. Het is gelegen in de gemeente Pomorie, oblast Boergas. De stad ligt ongeveer 21 km ten noordoosten van Boergas en 353 km ten oosten van Sofia.

## Geschiedenis
Acheloj werd op 20 januari 2009 uitgeroepen tot stad, daarvoor was het officieel nog een dorp.

## Bevolking
Op 31 december 2020 telde de stad Acheloj 2.285 inwoners.
| Bevolkingsontwikkeling tussen 1934 en 2020          |
| --------------------------------------------------- |
|                                                     |
| Bron: Nationaal Statistisch Instituut van Bulgarije |

In de stad wonen nagenoeg uitsluitend etnische Bulgaren. In 2011 identificeerden 2.299 van de 2.361 ondervraagden zichzelf als etnische Bulgaren - 97,4% van de ondervraagden. De overige ondervraagden waren vooral etnische Roma of Turken.
| Etnische samenstelling van de respondenten (2011) | Etnische samenstelling van de respondenten (2011) | Etnische samenstelling van de respondenten (2011) | Etnische samenstelling van de respondenten (2011) | Etnische samenstelling van de respondenten (2011) |
| ------------------------------------------------- | ------------------------------------------------- | ------------------------------------------------- | ------------------------------------------------- | ------------------------------------------------- |
|                                                   |                                                   |                                                   |                                                   |                                                   |
| Bulgaren                                          | Bulgaren                                          |                                                   | 97,4%                                             | 97,4%                                             |
| Turken                                            | Turken                                            |                                                   | 1,0%                                              | 1,0%                                              |
| Roma                                              | Roma                                              |                                                   | 1,1%                                              | 1,1%                                              |
| Anders/Onbekend                                   | Anders/Onbekend                                   |                                                   | 0,5%                                              | 0,5%                                              |